# Hasköy (district)
Hasköy is een Turks district in de provincie Muş en telt 32.385 inwoners (2007). Het district heeft een oppervlakte van 379,0 km². Hoofdplaats is Hasköy.
De bevolkingsontwikkeling van het district is weergegeven in onderstaande tabel.
| 1997   | 2000   | 2007   |
| ------ | ------ | ------ |
| 36.159 | 39.915 | 32.385 |